# Zmarli w sierpniu 2013

## Sierpień 2013
- 31 sierpnia
  - William Brennan – australijski biskup katolicki[1]
  - David Frost – angielski dziennikarz[2]
  - Józef Pich – polski samorządowiec, burmistrz Głubczyc (1991−1994, 1998−2002)[3]
  - Paweł Pytliński – polski judoka[4]
- 30 sierpnia
  - William C. Campbell – amerykański golfista[5]
  - Józef Górny – polski piłkarz[6]
  - Seamus Heaney – irlandzki pisarz, laureat Nagrody Nobla[7]
  - Lotfi Mansouri – amerykański reżyser operowy[8]
- 29 sierpnia
  - Medardo Joseph Mazombwe – zambijski duchowny katolicki, kardynał, arcybiskup Lusaki[9]
  - Witold Pałka – polski malarz[10]
  - Rajmund Pietraszkiewicz – polski działacz partyjny i państwowy, wicewojewoda gorzowski[11]
- 28 sierpnia
  - Murray Gershenz – amerykański aktor, kolekcjoner nagrań muzycznych[12]
  - Michael Ollis – amerykański sierżant sztabowy[13]
- 27 sierpnia
  - Zelmo Beaty – amerykański koszykarz[14]
  - Anatolij Onoprijenko – ukraiński seryjny morderca[15]
- 26 sierpnia
  - Józef Łukaszewicz – polski matematyk[16]
  - Jacek Staszewski – polski historyk[17]
- 25 sierpnia
  - Gilmar – brazylijski piłkarz, bramkarz; dwukrotny mistrz świata[18]
  - Bobby Hoff – amerykański pokerzysta[19]
  - Joey LaCaze – amerykański perkusista, członek grupy Eyehategod[20]
  - Liu Fuzhi – chiński prawnik[21]
- 24 sierpnia
  - Gerry Baker – amerykański piłkarz[22]
  - Julie Harris – amerykańska aktorka[23]
  - Alina Jakubowska-Waliszewska – polska koszykarka[24]
  - Janina Kalina-Frątczak – polska kulomiotka[25]
  - Bogdan Królewski – polski polityk, poseł na Sejm[26]
  - Alicja Miguła-Jakubowska-Waliszewska – polska lekkoatletka i koszykarka[27]
  - Muriel Siebert – amerykańska bizneswoman[28]
  - Nílton de Sordi – brazylijski piłkarz[29]
- 23 sierpnia
  - David Garrick – brytyjski piosenkarz[30]
  - Wadim Jusow – rosyjski operator filmowy[31]
  - Konstanty Miodowicz – polski działacz państwowy i polityk, od 1997 poseł na Sejm III, IV, V, VI i VII kadencji[32]
  - Sergiusz Fabian Sawicki – polski gitarzysta i kompozytor rockowy, syn Katarzyny Sobczyk i Henryka Fabiana[33]
  - Gilbert Taylor – brytyjski operator filmowy[34]
  - Jarosław Tkaczyk – polski zawodnik i trener piłki ręcznej[35]
- 22 sierpnia
  - Józef Chmiel – polski architekt[36]
  - Jacek Kieć – polski agronom[37]
  - Jetty Paerl – holenderska piosenkarka[38]
  - Paul Poberezny – amerykański pilot, konstruktor lotniczy[39]
- 21 sierpnia
  - Rodolfo Cardoso – filipiński szachista[40]
  - Tadeusz Forowicz – polski artysta plastyk, architekt wnętrz[41]
  - Charles Gordon Fullerton – amerykański astronauta, pilot wojskowy[42]
  - Andrzej Kaszubski – polski dziennikarz radiowy[43]
  - Fred Martin – szkocki piłkarz grający na pozycji bramkarza[44]
  - Ewa Marxen-Wolska – polski historyk sztuki, prof. dr hab., konserwator zabytków[45]
- 20 sierpnia
  - Richard Angas – angielski śpiewak operowy[46]
  - Sathima Bea Benjamin – południowoafrykańska piosenkarka jazzowa[47]
  - Turi Fedele – włoski działacz kulturalny[48]
  - Elmore Leonard – amerykański powieściopisarz i scenarzysta[49]
  - Marian McPartland – brytyjska pianistka i kompozytorka jazzowa[50]
  - Ewa Petelska – polska reżyser filmowa[51]
  - Ted Post – amerykański reżyser telewizyjny i filmowy[52]
  - Costică Ștefănescu – rumuński piłkarz i trener[53]
- 19 sierpnia
  - Abdurrahim Hatef – afgański polityk, prezydent Afganistanu w roku 1992[54]
  - Mirko Kovač – chorwacki pisarz[55]
  - Wacław Kuźmicki – polski lekkoatleta, wieloboista, olimpijczyk z Londynu (1948)[56]
  - Stephenie McMillan – brytyjska scenografka filmowa, dekoratorka wnętrz, laureatka Oscara[57]
  - Grace Wales Shugar – polska psycholingwistka pochodzenia kanadyjskiego[58]
  - Cedar Walton – amerykański pianista i kompozytor jazzowy[59]
  - Lee Thompson Young – amerykański aktor[60]
- 18 sierpnia
  - Eugeniusz Cerekwicki – polski dyplomata i funkcjonariusz służb specjalnych, chargé d’affaires PRL w Korei Północnej i Iraku (1963–1967)[61]
  - Florin Cioabă – samozwańczy król wszystkich Cyganów[62]
  - Zbigniew Czeski – polski aktor, reżyser teatralny, pedagog[63]
  - Dezső Gyarmati – węgierski piłkarz wodny[64]
  - Jerzy Lemanowicz – polski specjalista w zakresie technologii maszyn i sprzętu precyzyjnego[65]
  - Henryk Moruś – polski seryjny morderca[66]
  - Konrad Skowronek – polski elektrotechnik, elektronik i informatyk[67]
  - Rolv Wesenlund – norweski aktor[68]
- 17 sierpnia
  - Stefan Glonek – polski przedsiębiorca, hodowca bydła[69]
  - John Hollander(inne języki) – amerykański poeta i krytyk literacki[70]
  - Antoni Rosikoń – polski inżynier[71]
- 16 sierpnia
  - Chris Hallam – walijski lekkoatleta, paraolimpijczyk[72]
  - John Ryden – szkocki piłkarz[73]
- 15 sierpnia
  - Jane Harvey – amerykańska piosenkarka jazzowa[74]
  - Miroslav Komárek – czeski językoznawca[75]
  - Rosalia Mera – hiszpańska bizneswoman, współzałożycielka imperium odzieżowego Inditex[76]
  - Sławomir Mrożek – polski dramatopisarz, prozaik i rysownik[77]
  - David Rees – brytyjski matematyk[78]
  - August Schellenberg – kanadyjski aktor[79]
  - Marich Man Singh Shrestha – nepalski polityk, premier Nepalu w latach 1986–1990[80]
  - Romuald Skowroński – polski chemik, profesor[81]
  - Mark Sutton – brytyjski kaskader[82]
  - Piotr Szmitke – polski artysta interdyscyplinarny, malarz, twórca i teoretyk sztuk wizualnych, scenograf, kompozytor, dramatopisarz, reżyser[83]
  - Jacques Vergès – francuski adwokat[84]
- 14 sierpnia
  - Kazimierz Jankowski – polski psychiatra[85]
  - Lisa Robin Kelly – amerykańska aktorka[86]
  - Allen Lanier – amerykański gitarzysta rockowy, kompozytor; muzyk grupy Blue Öyster Cult[87]
  - Luciano Martino – włoski aktor, reżyser i producent filmowy[88]
  - Elżbieta Piwek – polska aktorka[89]
  - Paddy Power – irlandzki polityk[90]
  - Włodzimierz Szurmak – polski inżynier i samorządowiec, burmistrz Marek[91]
- 13 sierpnia
  - Lothar Bisky – niemiecki polityk[92]
  - Jon Brookes – angielski perkusista rockowy, muzyk grupy The Charlatans[93]
  - Władysław Dykcik – polski pedagog specjalny[94]
  - Tompall Glaser – amerykański piosenkarz country[95]
  - Janusz Lewandowski – polski dyplomata[96]
  - Jean Vincent – francuski piłkarz[97]
- 12 sierpnia
  - Johan Friso – holenderski książę[98]
  - Joseph Gossman – amerykański biskup katolicki[99]
- 11 sierpnia
  - Zofia Hilczer-Kurnatowska – polska archeolog[100]
  - Władysław Radwański – polski hokeista, trener, dziadek Agnieszki i Urszuli Radwańskich[101]
  - Judit Temes – węgierska pływaczka[102]
- 10 sierpnia
  - László Csatáry – węgierski zbrodniarz wojenny[103]
  - Eydie Gormé – amerykańska piosenkarka[104]
  - David Charles Jones – amerykański generał, Szef Sztabu Sił Powietrznych Stanów Zjednoczonych (1974–1978), Przewodniczący Kolegium Połączonych Szefów Sztabów (1978–1982)[105]
  - Sakar Khan – hinduski muzyk folkowy[106]
  - Marek Rudnicki – polski matematyk, elektrotechnik, informatyk[107]
- 9 sierpnia
  - Eduardo Falú – argentyński gitarzysta i kompozytor[108]
  - Haji – kanadyjska aktorka[109]
  - Louis Killen – brytyjski piosenkarz folkowy[110]
  - Marian Przełęcki – polski filozof[111]
  - Stanisław Włodarczyk – polski duchowny katolicki, wychowawca, biblista, rektor Instytutu Teologicznego w Częstochowie[112]
- 8 sierpnia
  - Karen Black – amerykańska aktorka[113]
  - Jack Clement – amerykański muzyk country, piosenkarz, autor tekstów, producent muzyczny i filmowy[114]
  - Árpád Duka-Zólyomi – słowacki fizyk, polityk, eurodeputowany[115]
  - Igor Kurnosow – rosyjski szachista[116]
  - Regina Resnik – amerykańska śpiewaczka operowa (sopran, mezzosopran)[117]
  - Danuta Wróblewska – polska historyk i krytyk sztuki, muzealnik, organizatorka wystaw sztuki współczesnej, publicystka[118]
- 7 sierpnia
  - Danuta Boguszewska-Chlebowska – polska malarka i graficzka[119]
  - Zbigniew Choliński – polski wojskowy[120]
  - Aleksandr Jagubkin – ukraiński bokser[121]
  - Marilyn King – amerykańska piosenkarka, znana z grupy The King Sisters[122]
- 6 sierpnia
  - Jerzy Desselberger – polski ornitolog, artysta plastyk, projektant znaczków pocztowych[123]
  - Lidia Korsakówna – polska aktorka[124]
  - Dave Wagstaffe – angielski piłkarz, lewoskrzydłowy[125]
  - Selçuk Yula – turecki piłkarz[126]
- 5 sierpnia
  - George Duke – amerykański muzyk jazzowy, pianista, kompozytor, wokalista i producent muzyczny[127]
  - Yudit Pumariega de Leon – kubańska siatkarka[128]
  - Roy Rubin – amerykański koszykarz[129]
  - Jan Skotnicki – polski reżyser teatralny, dyrektor teatrów[130]
- 4 sierpnia
  - Malcolm Barrass – angielski piłkarz[131]
  - Art Donovan – amerykański futbolista[132]
  - Bill Hoskyns – brytyjski szermierz, olimpijczyk[133]
  - Renato Ruggiero – włoski prawnik, polityk, minister spraw zagranicznych, dyrektor generalny WTO[134]
  - Stanisław Targosz – polski dowódca wojskowy, generał broni Wojska Polskiego, dowódca Sił Powietrznych, pilot[135]
  - Sandy Woodward – brytyjski admirał, dowódca floty podczas wojny o Falklandy-Malwiny[136]
- 3 sierpnia
  - Lech Czerkas – polski śpiewak operowy (baryton)[137]
  - Eiichi Kawatei – japoński działacz sportowy[138]
- 2 sierpnia
  - Bagui Bouga – nigeryjski piosenkarz folkowy, muzyk grupy Etran Finatawa[139]
  - Zygmunt Janiak – polski piłkarz[140]
  - Constance Murphy – amerykańska zakonnica anglikańska, autorka wspomnień i książek o tematyce religijnej[141]
- 1 sierpnia
  - John Amis – brytyjski krytyk muzyczny[142]
  - Jacek Filipowicz – polski dziennikarz radiowy i specjalista marketingu politycznego, pracownik Kancelarii Prezesa Rady Ministrów, dyrektor Centrum Informacyjnego Rządu[143]
  - Dick Kazmaier – amerykański futbolista[144]
  - Gail Kobe – amerykańska aktorka[145]
  - Tomasz Kowalski – polski działacz turystyczny[146]
  - Tomasz Nowak – polski bokser, olimpijczyk (1988)[147]
  - Anna Szulc-Halba – polska pianistka i wykładowczyni akademicka[148]